# Biancame
Il Biancame è un vitigno a bacca bianca caratteristico delle Marche settentrionali, dove è coltivata nella zona dell'alveo del fiume Metauro, ad eccezione della montagna appenninica, sino alla città di Fano.

## Descrizione
La buccia ha un colore pallido, da cui il termine usato per descriverlo e i vari sinonimi, tra cui Balsamina Bianca e Biancone.

## Storia
Il biancame è un vitigno attestato da molti secoli.
Al 1596 risale un'attestazione più precisa a livello storiografico e scientifico: ne parla l'elpidiano Andrea Bacci nel suo Naturalis Historia.

## Caratteristiche e diffusione
Il vitigno ha ottenuto il riconoscimento DOC Bianchello del Metauro nel 1969 ed è uno dei più importanti delle Marche settentrionali. Oltre che ampiamente diffuso in Provincia di Pesaro-Urbino (principale area di produzione per ettari coltivati e qualità del prodotto) si trova anche, con minor importanza rispetto ad altre uve, nelle limitrofe aree della Romagna riminese.
Il vitigno coltivato a nord del confine con l’Emilia-Romagna può essere usato in purezza o in miscela per la produzione del Colli di Rimini: l'utilizzo in purezza (85%) è previsto nel Colli di Rimini Biancame, mentre nella Colli di Rimini Bianco è usato come parte minoritaria rispetto al Trebbiano Romagnolo.